# Zemský okres Altenbursko
Zemský okres Altenbursko (německy Landkreis Altenburger Land) je německý zemský okres ležící v Durynsku. V rámci spolkové země sousedí s okresem Greiz, dále s Burgenland v Sasku-Anhaltsku a s okresy Lipsko (Leipzig), Střední Sasko (Mittelsachsen) a Cvikov (Zwickau) v Sasku.

## Historie
Region byl v minulosti součástí velkého lesa, ve kterém Durynkové založili Durynské království. Po rozpadu Durynské říše v roce 531 byl osídlen Slovany. Hrad Altenburg, který se tyčí nad městem na porfyské skále a existoval již v 10. století se stal v roce 1100 císařským paláce Svaté říše římské. Roku 1329 byla oblast začleněna do Markrabství Míšeň (Markgrafschaft Meißen). V této době byla také pokácena většina lesů a tím vznikla současná krajina.
Město Altenburg a okolní země byly mezi roky 1826 a 1918 součástí Sasko-altenburského vévodství. Poté byl region po krátkou dobu jedním ze států Výmarské republiky. Po rozpadu v roce 1922 došlo k připojení ke státu Durynsko. V témže roce byly ustanoveny dnešní hranice okres pod jménem "Altenburg". V roce 1952 došlo vlivem administrativních změn k rozdělení na Altenburg a Schmölln, ale v roce 1994 byly obě oblasti opět spojeny, tentokrát však už pod názvem "Altenburger Land".

## Geografie
Altenbursko je nejvýchodnější okres Durynska. Jedná se o převážně zemědělský region. Hlavní řekou protékající okresem od jihu na sever je Pleiße, pravý přítok Bílého Halštrova (Weisse Elster).

## Znak
Znak zemského okresu Altenbursko se skládá ze 4 částí:
- Červená růže ze znaku města Altenburgu
- Lev, který byl symbolem rychtářů z Pasova (Plauen). Ti měli v této oblasti značnou moc během 14. a 15. století.
- Černo-zlaté pruhy se zeleným kruhem, které jsou znakem starého saského šlechtického roku Wettinů.
- Červený žalud, symbolizující karetní hru skat, která byla vynalezena v Altenburgu.

## Města a obce
Města:
1. Altenburg
2. Gößnitz
3. Lucka
4. Meuselwitz
5. Schmölln

Obce:
1. Dobitschen
2. Fockendorf
3. Gerstenberg
4. Göhren
5. Göllnitz
6. Göpfersdorf
7. Haselbach
8. Heukewalde
9. Heyersdorf
10. Jonaswalde
11. Kriebitzsch
12. Langenleuba-Niederhain
13. Löbichau
14. Lödla
15. Mehna
16. Monstab
17. Nobitz
18. Ponitz
19. Posterstein
20. Rositz
21. Starkenberg
22. Thonhausen
23. Treben
24. Vollmershain
25. Windischleuba